# Radomyšl
Radomyšl (německy Radomischl) je městys v okrese Strakonice v Jihočeském kraji. Leží asi šest kilometrů severně od města Strakonice. Žije zde přibližně 1 400 obyvatel.

## Název
Jméno Radomyšl je etymologicky odvozováno od přivlastňovacího pojmenování Radomyslův – tj. majetek Radomysla.

## Historie
První písemná zmínka o zdejší kurii rytířského řádu johanitů pochází z roku 1225 a nachází se v konfirmační listině krále Přemysla Otakara I., podle níž Bolemila, manželka Bavora ze Strakonic, obdarovala johanity svými pozemky. První písemná zmínka o městysu je z roku 1284, kdy je ve výčtu majetku Bavorů ze Strakonic uváděna Radomyšl s farou. V roce 1320 se Radomyšl nazývá městečkem latinsky (civitacula), když Vilém Bavor ze Strakonic daroval faru s kostelem johanitům a roku 1359 řád získal i samotnou Radomyšl.
V letech 1951–1953 zde byl postaven krátkovlnný vysílač RKS Radomyšl, od roku 1956 se 107 metrů vysokou anténou. Vysílání z něj bylo ukončeno začátkem roku 2003 a 21. července 2004 byla anténní konstrukce demontována.
Obec Radomyšl byla vyhlášena jihočeskou vesnicí roku 2005. Od 10. října 2006 byl obci vrácen status městyse.

## Obyvatelstvo
| Rok            | 1869  | 1880  | 1890  | 1900  | 1910  | 1921  | 1930  | 1950  | 1961  | 1970  | 1980  | 1991  | 2001  | 2011  | 2021  |
| -------------- | ----- | ----- | ----- | ----- | ----- | ----- | ----- | ----- | ----- | ----- | ----- | ----- | ----- | ----- | ----- |
| Počet obyvatel | 1 565 | 1 613 | 1 573 | 1 552 | 1 486 | 1 512 | 1 416 | 1 165 | 1 181 | 1 128 | 1 167 | 1 136 | 1 163 | 1 230 | 1 354 |
| Počet domů     | 226   | 241   | 247   | 254   | 262   | 270   | 276   | 294   | 296   | 307   | 303   | 381   | 404   | 452   | 498   |

## Správa městyse

### Části městyse
- Radomyšl (k. ú. Radomyšl a Kaletice)
- Domanice (k. ú. Domanice)
- Láz (k. ú. Láz u Radomyšle)
- Leskovice (k. ú. Leskovice u Radomyšle)
- Podolí (k. ú. Podolí u Strakonic)
- Rojice (k. ú. Rojice)

V letech 1850–1889 k městysi patřily i Petrovice, v letech 1850–1919 Malá Turná, Osek a Rohozná a od 1. dubna 1976 do 31. prosince 1992 také Černíkov.

### Symboly městyse
Znak městyse je historický, vlajka byla městysi udělena rozhodnutím předsedy Poslanecké sněmovny Parlamentu České republiky dne 18. listopadu 1998.

## Doprava
Radomyšl stojí na křižovatce silnic II/139 a II/173. Jižním okrajem městyse vede železniční trať Březnice–Strakonice, na které se nachází nádraží Radomyšl.

## Pamětihodnosti
V centru městečka stojí původně románský kostel svatého Martina ze dvanáctého století. Dochovaná trojlodní pseudobazilika s hranolovou věží je výsledkem několika gotických a barokních přestaveb.
Barokní kostel svatého Jana Křtitele jihovýchodně od městečka v letech 1733–1736 nahradil starší renesanční stavbu. Nad vchodem v oblouku římsy je osazena kamenná kartuše se znakem stavebníka, maltézského velkopřevora Gundakara Poppa z Ditrichštejna. Ke kostelu vede křížová cesta se čtrnácti kaplemi.
V prostoru severovýchodně od kostela svatého Martina se nachází archeologické naleziště, kde bylo v letech 1963–1968 prozkoumáno rozsáhlé raně středověké pohřebiště a objekty johanitské kurie.
K dalším památkově chráněným objektům patří:
- Měšťanský dům čp. 83
- Radnice čp. 82
- Děkanství čp. 1
- Poustevna u kostela svatého Jana Křtitele
- Boží muka u cesty ke hřbitovu
- Barokní statek čp. 62 se slunečními hodinami a kaplí křížové cesty
- Sousoší Blahoslavené Panny Marie s Ježíškem mezi svatými mučedníky Šebestiánem a Fabiánem papežem z roku 1860, na náměstí před radnicí

V novogotickém domě čp. 11 se dne 26. dubna 1779 narodil údajný nálezce Zelenohorského rukopisu Josef Kovář, což připomíná pamětní deska ve štítu nad vraty.

## Rodáci
- Jan Babor (1762–1846), řeholní kněz, OSB, v roce 1794 rektor C. k. lycea v Olomouci[14]
- Josef Kovář (1779), důchodní, údajný nálezce Zelenohorského rukopisu
- Václav Kovář (1852–1891), rolník a politik, poslanec Českého zemského sněmu[15][16]
- Norbert Fabián Čapek (1870–1942), český náboženský myslitel, představitel unitářství
- Miloslav Novotný (1894–1966), literární historik a kritik[17]
- Jan Matějka (1918–1976), podplukovník letectva, účastník československého zahraničního odboje[17]

## Partnerská obec
- Montoggio (Ligurie, Itálie) od roku 2005[18]

## Galerie

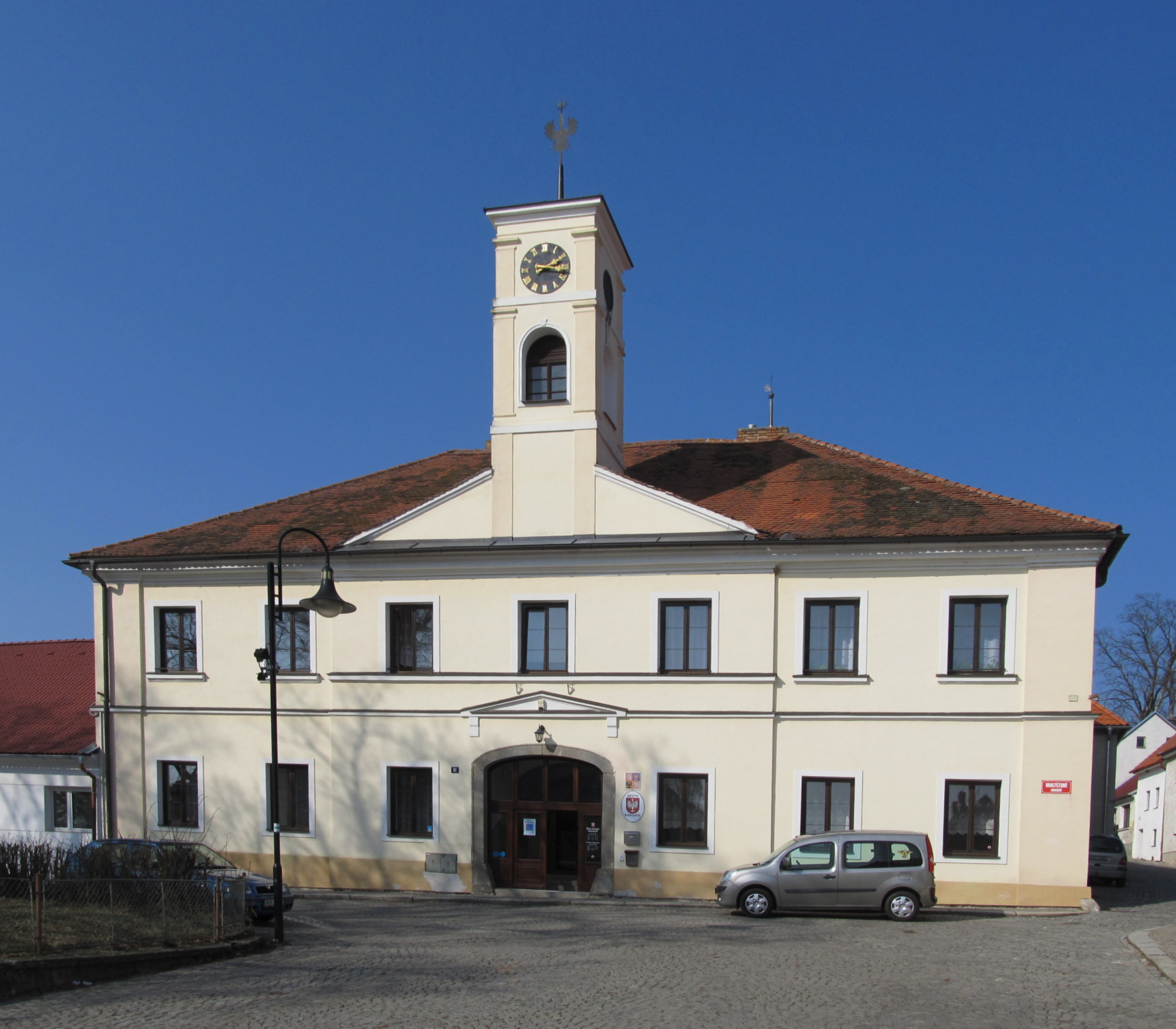
Radnice
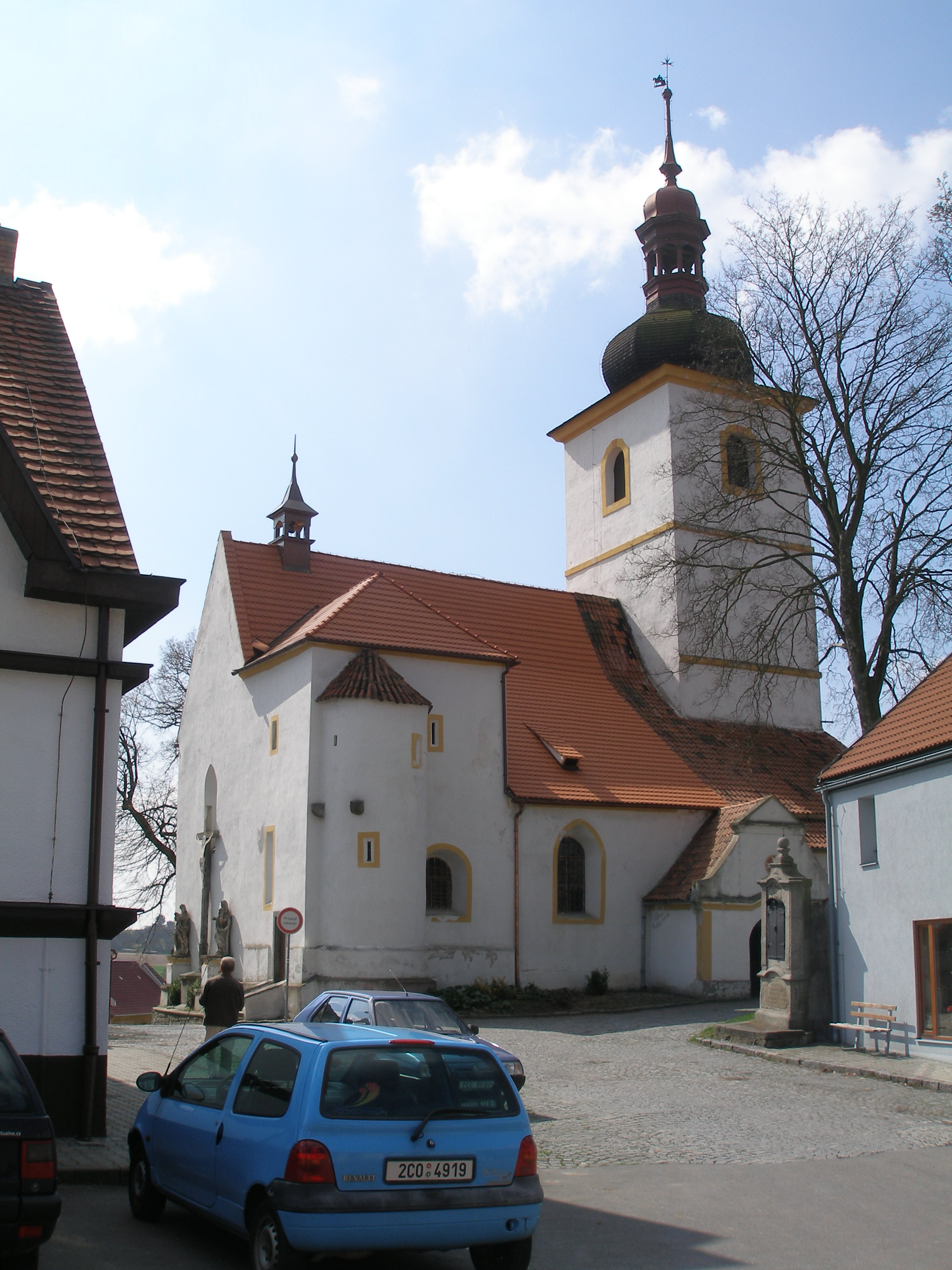
Kostel svatého Martina
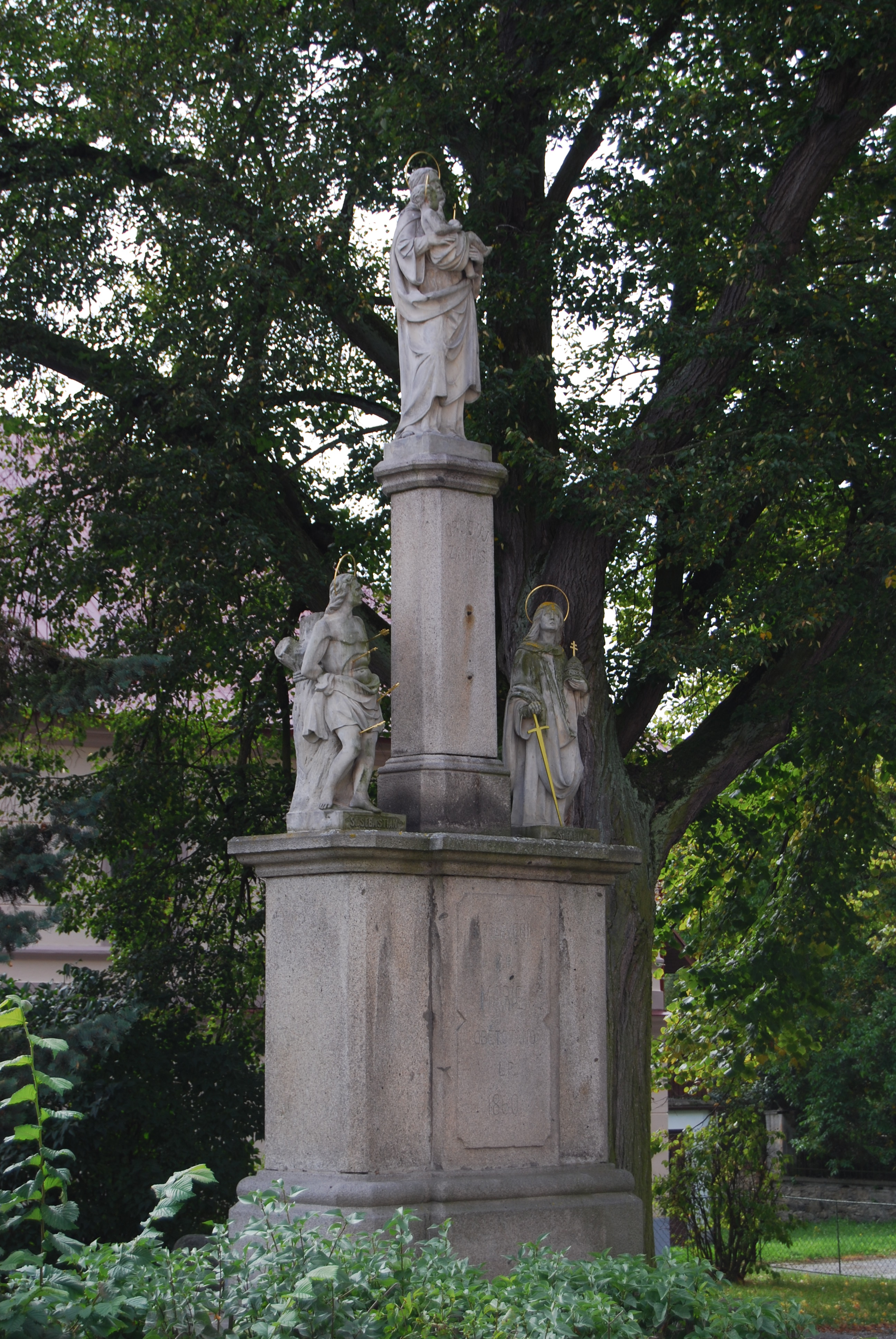
Sousoší Blahoslavené Panny Marie
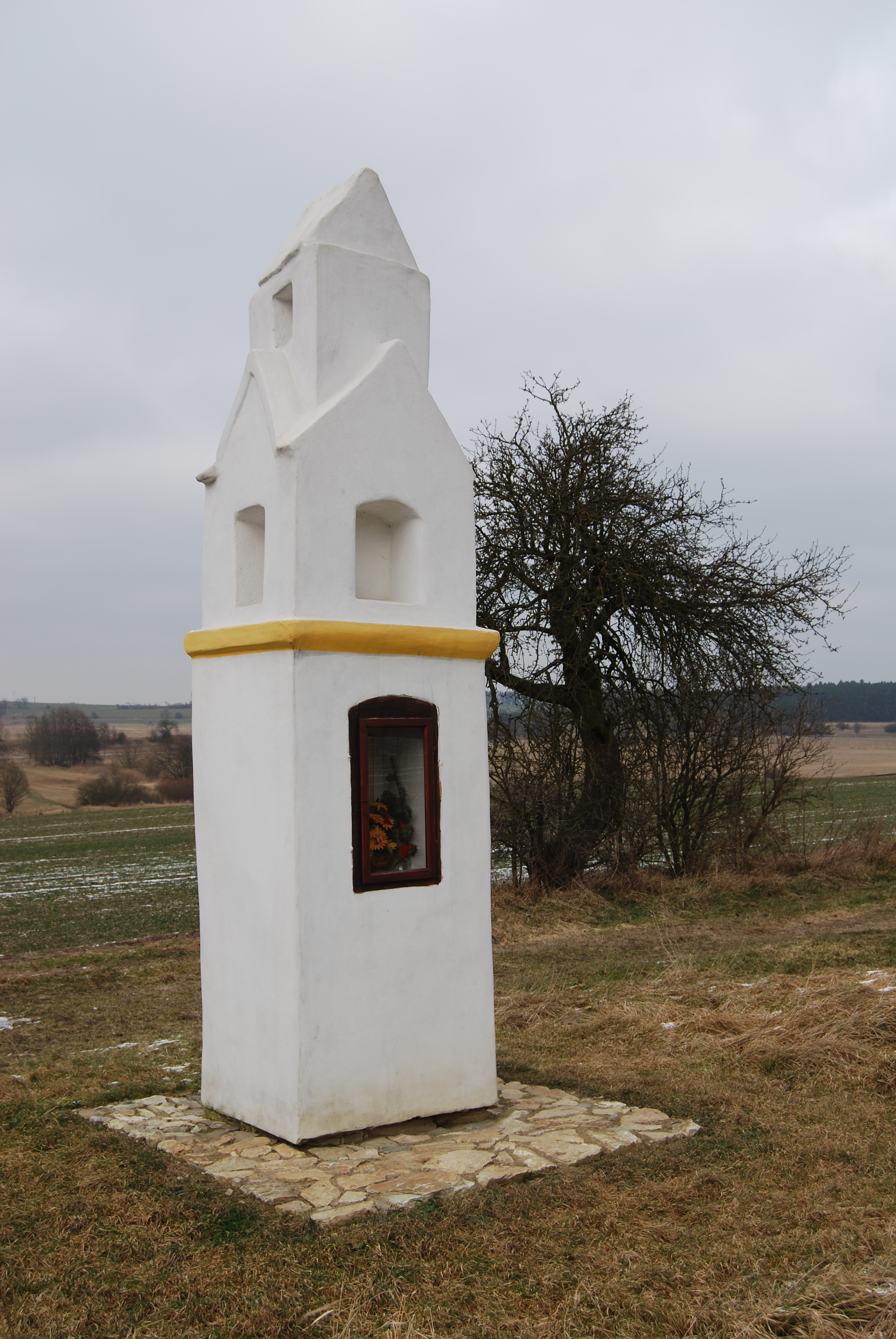
Boží muka
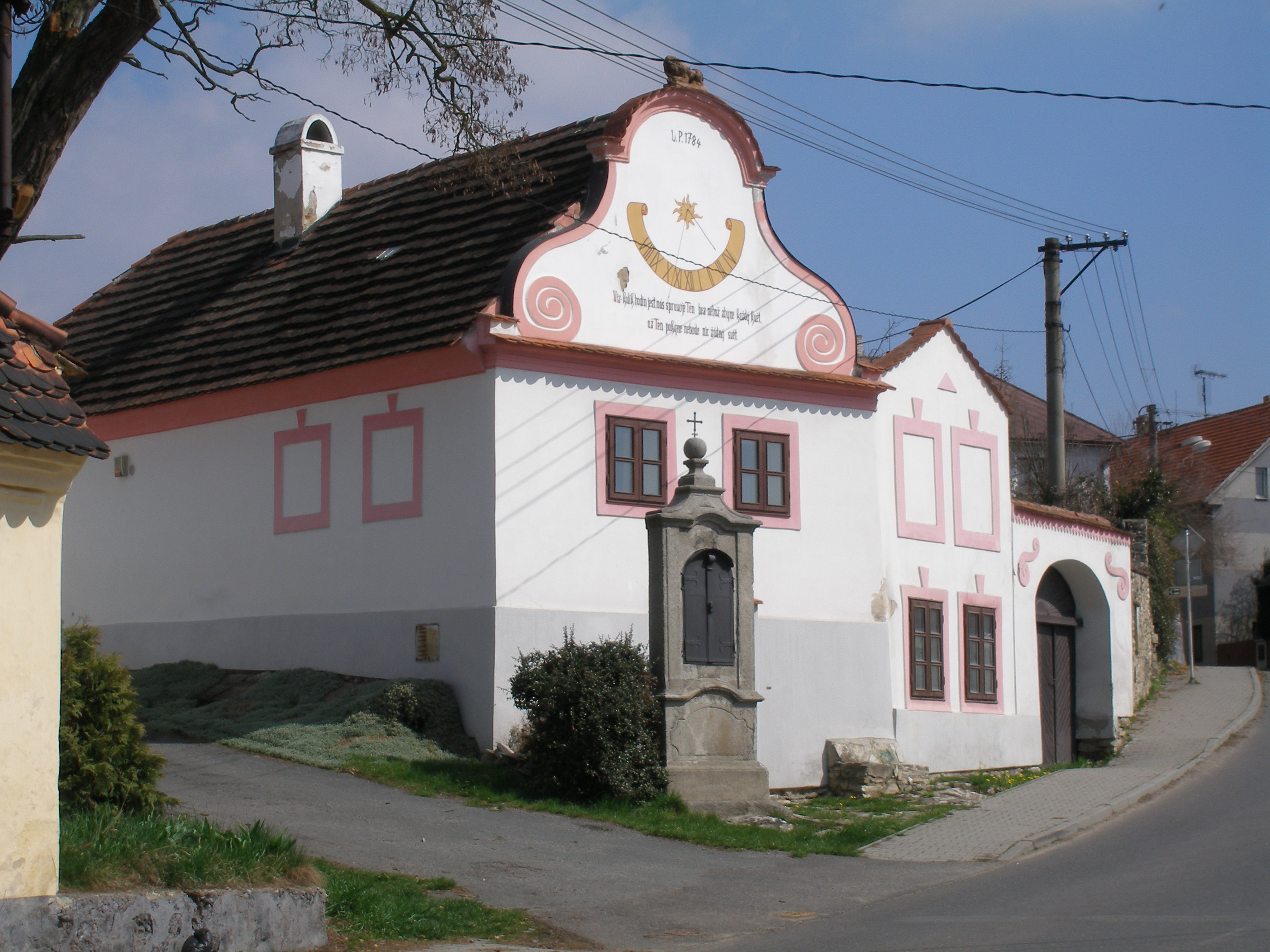
Usedlost čp. 62
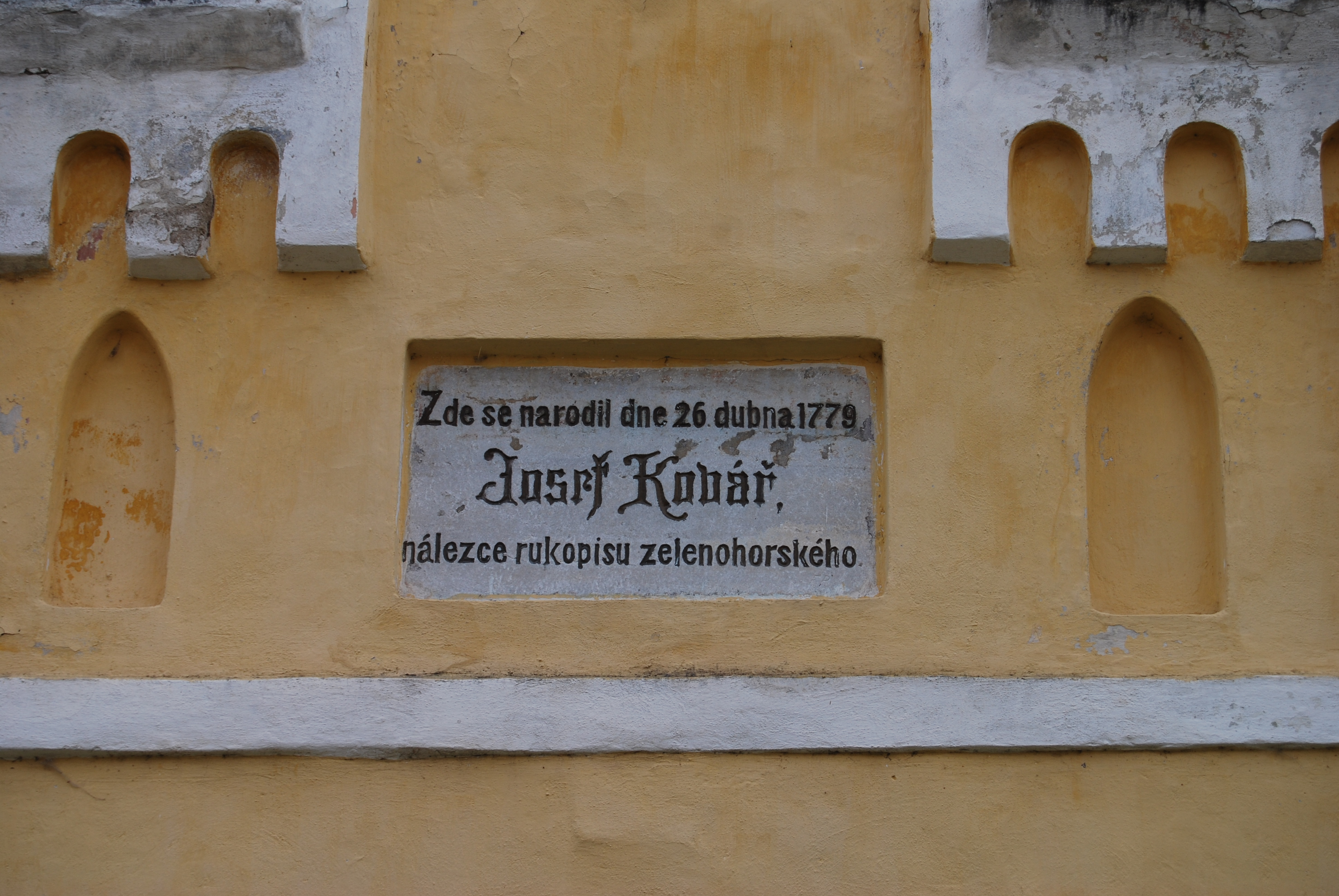
Pamětní deska nálezce Rukopisu zelenohorského
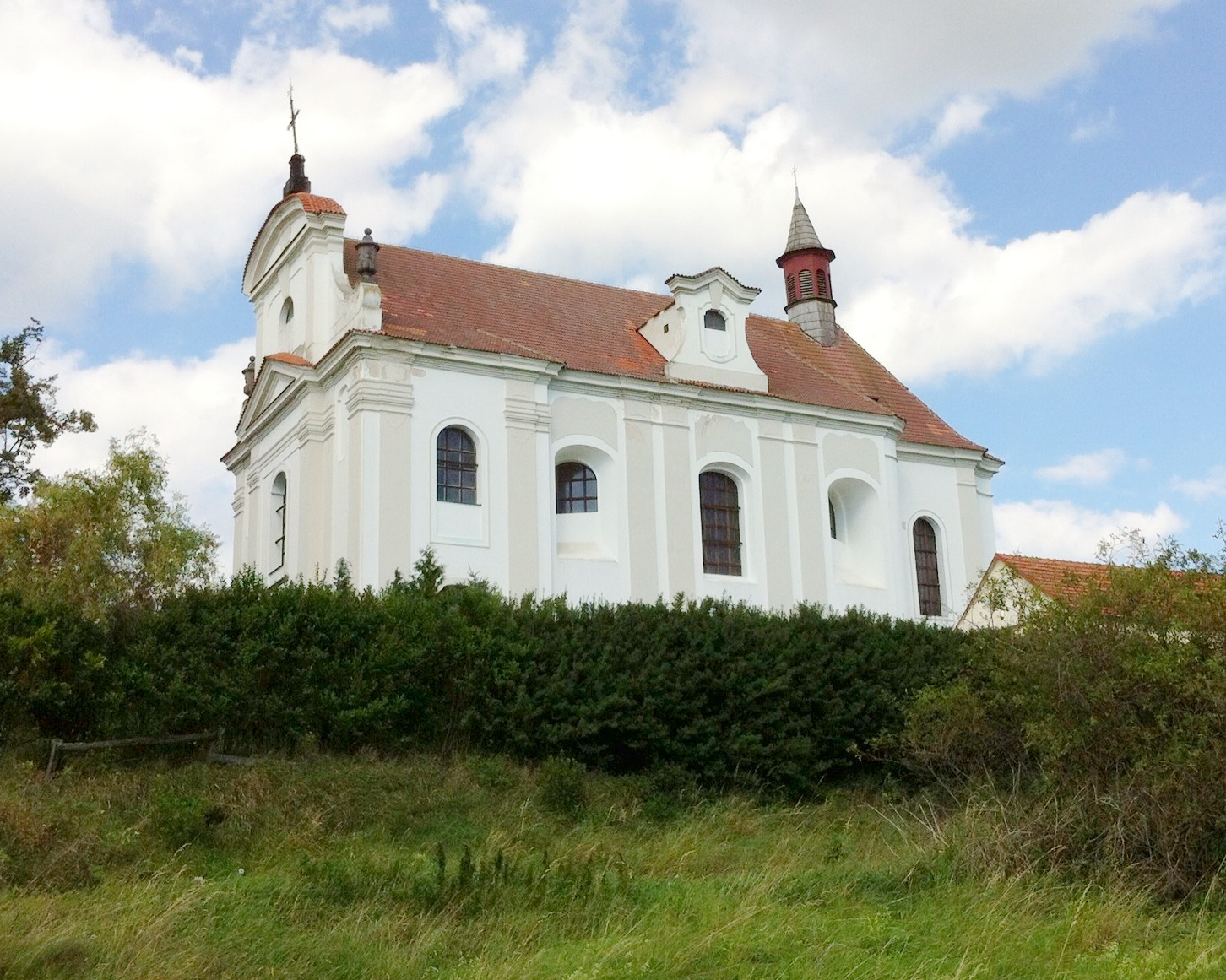
Kostel svatého Jana Křtitele
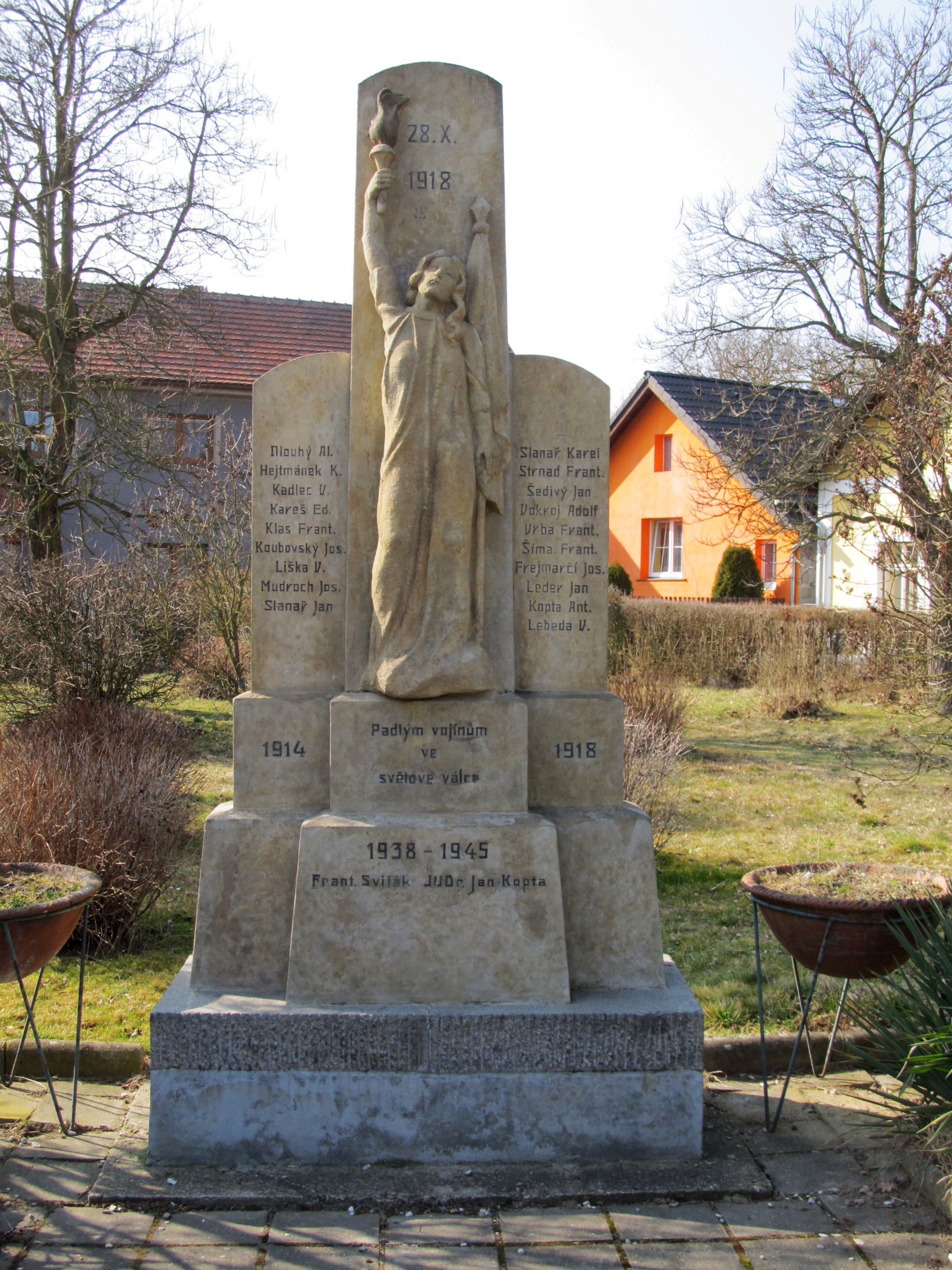
Pomník padlým